# Mettur
Mettur es una ciudad y municipio situada en el distrito de Salem en el estado de Tamil Nadu (India). Su población es de 52813 habitantes (2011). Se encuentra a orillas del río Kaveri, a 50 km de Salem.

## Demografía
Según el censo de 2011 la población de Mettur era de 52813 habitantes, de los cuales 26202 eran hombres y 26611 eran mujeres. Mettur tiene una tasa media de alfabetización del 83,61%, superior a la media estatal del 80,09%: la alfabetización masculina es del 90,02%, y la alfabetización femenina del 77,34%.

## Clima
| Parámetros climáticos promedio de Mettur (Mettur Dam) 1981–2010, extremes 1951–2006 | Parámetros climáticos promedio de Mettur (Mettur Dam) 1981–2010, extremes 1951–2006 | Parámetros climáticos promedio de Mettur (Mettur Dam) 1981–2010, extremes 1951–2006 | Parámetros climáticos promedio de Mettur (Mettur Dam) 1981–2010, extremes 1951–2006 | Parámetros climáticos promedio de Mettur (Mettur Dam) 1981–2010, extremes 1951–2006 | Parámetros climáticos promedio de Mettur (Mettur Dam) 1981–2010, extremes 1951–2006 | Parámetros climáticos promedio de Mettur (Mettur Dam) 1981–2010, extremes 1951–2006 | Parámetros climáticos promedio de Mettur (Mettur Dam) 1981–2010, extremes 1951–2006 | Parámetros climáticos promedio de Mettur (Mettur Dam) 1981–2010, extremes 1951–2006 | Parámetros climáticos promedio de Mettur (Mettur Dam) 1981–2010, extremes 1951–2006 | Parámetros climáticos promedio de Mettur (Mettur Dam) 1981–2010, extremes 1951–2006 | Parámetros climáticos promedio de Mettur (Mettur Dam) 1981–2010, extremes 1951–2006 | Parámetros climáticos promedio de Mettur (Mettur Dam) 1981–2010, extremes 1951–2006 | Parámetros climáticos promedio de Mettur (Mettur Dam) 1981–2010, extremes 1951–2006 |
| Mes                                                                                 | Ene.                                                                                | Feb.                                                                                | Mar.                                                                                | Abr.                                                                                | May.                                                                                | Jun.                                                                                | Jul.                                                                                | Ago.                                                                                | Sep.                                                                                | Oct.                                                                                | Nov.                                                                                | Dic.                                                                                | Anual                                                                               |
| ----------------------------------------------------------------------------------- | ----------------------------------------------------------------------------------- | ----------------------------------------------------------------------------------- | ----------------------------------------------------------------------------------- | ----------------------------------------------------------------------------------- | ----------------------------------------------------------------------------------- | ----------------------------------------------------------------------------------- | ----------------------------------------------------------------------------------- | ----------------------------------------------------------------------------------- | ----------------------------------------------------------------------------------- | ----------------------------------------------------------------------------------- | ----------------------------------------------------------------------------------- | ----------------------------------------------------------------------------------- | ----------------------------------------------------------------------------------- |
| Temp. máx. abs. (°C)                                                                | 37.6                                                                                | 39.0                                                                                | 40.9                                                                                | 41.6                                                                                | 42.4                                                                                | 42.0                                                                                | 39.4                                                                                | 38.0                                                                                | 38.9                                                                                | 38.0                                                                                | 37.6                                                                                | 34.4                                                                                | 42.4                                                                                |
| Temp. máx. media (°C)                                                               | 31.9                                                                                | 34.5                                                                                | 37.0                                                                                | 37.9                                                                                | 37.9                                                                                | 35.5                                                                                | 34.6                                                                                | 34.1                                                                                | 34.2                                                                                | 32.9                                                                                | 31.6                                                                                | 30.7                                                                                | 34.4                                                                                |
| Temp. mín. media (°C)                                                               | 20.4                                                                                | 21.8                                                                                | 24.2                                                                                | 26.2                                                                                | 25.8                                                                                | 25.0                                                                                | 24.5                                                                                | 24.1                                                                                | 23.8                                                                                | 23.4                                                                                | 22.3                                                                                | 20.7                                                                                | 23.5                                                                                |
| Temp. mín. abs. (°C)                                                                | 14.4                                                                                | 13.1                                                                                | 17.4                                                                                | 19.6                                                                                | 20.7                                                                                | 18.6                                                                                | 16.8                                                                                | 21.0                                                                                | 18.2                                                                                | 18.5                                                                                | 16.4                                                                                | 14.0                                                                                | 13.1                                                                                |
| Lluvias (mm)                                                                        | 4.9                                                                                 | 7.0                                                                                 | 20.4                                                                                | 76.6                                                                                | 105.0                                                                               | 48.3                                                                                | 77.7                                                                                | 92.7                                                                                | 157.9                                                                               | 185.5                                                                               | 97.5                                                                                | 34.8                                                                                | 908.4                                                                               |
| Días de lluvias (≥ 1 mm)                                                            | 0.5                                                                                 | 0.5                                                                                 | 1.1                                                                                 | 3.4                                                                                 | 5.9                                                                                 | 3.5                                                                                 | 5.2                                                                                 | 5.4                                                                                 | 9.0                                                                                 | 9.3                                                                                 | 5.4                                                                                 | 2.3                                                                                 | 51.7                                                                                |
| Humedad relativa (%)                                                                | 40                                                                                  | 30                                                                                  | 27                                                                                  | 36                                                                                  | 43                                                                                  | 48                                                                                  | 51                                                                                  | 52                                                                                  | 55                                                                                  | 61                                                                                  | 59                                                                                  | 51                                                                                  | 46                                                                                  |
| Fuente: India Meteorological Department                                             |                                                                                     |                                                                                     |                                                                                     |                                                                                     |                                                                                     |                                                                                     |                                                                                     |                                                                                     |                                                                                     |                                                                                     |                                                                                     |                                                                                     |                                                                                     |